# Salisbury
Salisbury (IPA /ˈsɔːlzbɹi/) è una città del Regno Unito nella contea inglese del Wiltshire.
È attraversata dai fiumi Avon, Nadder e Bourne, e dista circa 30 km da Southampton e 50 da Bath.
Inoltre, a 8 km dalla città si trova Stonehenge, Patrimonio dell'umanità dell'UNESCO.

## Storia
In quanto sede dell'antica diocesi di Salisbury oggi diocesi anglicana di Salisbury, gode del titolo di città da prima della fondazione del Regno d'Inghilterra.

## Monumenti e luoghi d'interesse
- Cattedrale. La struttura principale, navata transetti e coro, fu edificata in appena 38 anni (1220-1258), e rientra quindi in un unico stile architettonico, il primo gotico inglese. Dal 1310 al 1330 vengono aggiunte la Torre e la Guglia. Ospita uno degli orologi meccanici più antichi in Europa. Inoltre vi si può trovare una copia ben conservata della Magna Charta. All'interno si trova la tomba di Guglielmo Longespée (1226), testimone della posa delle fondamenta della Cattedrale: prima persona sepolta qui, fratellastro di re Giovanni Senza Terra e consigliere nella stesura della Magna Charta.
- Chiesa di San Martino
- Old Sarum, costruita su un terrapieno innalzato nel 500 a.C. e occupato più tardi da Romani, Sassoni e Normanni. È il sito archeologico con le fondamenta della prima cattedrale di Salisbury.
- Stonehenge. Nella vicina piana di Salisbury, è forse il più celebre monumento megalitico al mondo.
- Sala Wren
- Wilbury House, a Newton Tony.
- Municipio di Salisbury, in inglese Salisbury Guildhall.
- Poultry Cross
- Porta Harnham

## Amministrazione

### Gemellaggi
- Saintes, Francia, dal 1990
- Xanten, Germania, dal 23 aprile 2006